# Gare de Saint-Jacques-de-la-Lande
La gare de Saint-Jacques-de-la-Lande est une gare ferroviaire française de la ligne de Rennes à Redon, située sur le territoire de la commune de Saint-Jacques-de-la-Lande, dans le département d'Ille-et-Vilaine, en région Bretagne. Elle dessert notamment le site de production du groupe automobile Stellantis de Chartres-de-Bretagne ainsi que l'aéroport de Rennes - Saint-Jacques.
C'est une voyageurs de la Société nationale des chemins de fer français (SNCF), desservie par des trains express régionaux TER Bretagne, une dizaine assurant des missions quotidiennes Rennes et Messac-Guipry ou Redon.

## Situation ferroviaire
Établie à 37 mètres d'altitude, la gare de Saint-Jacques-de-la-Lande est située au point kilométrique (PK) 378,709 de la ligne de Rennes à Redon, entre les gares de Rennes et Ker Lann.

## Histoire
La gare était déjà desservie dans les années 1920.

## Fréquentation
De 2015 à 2023, selon les estimations de la SNCF, la fréquentation annuelle de la gare s'élève aux nombres indiqués dans le tableau ci-dessous.
| Année     | 2015   | 2016  | 2017  | 2018  | 2019  | 2020  | 2021  | 2022  | 2023  |
| --------- | ------ | ----- | ----- | ----- | ----- | ----- | ----- | ----- | ----- |
| Voyageurs | 12 966 | 9 182 | 7 918 | 5 255 | 7 747 | 3 741 | 3 715 | 4 551 | 3 344 |

## Services voyageurs

### Accueil
Halte SNCF, c'est un point d'arrêt non géré (PANG) à entrée libre, elle dispose de deux quais avec abris. Elle est située dans la zone de validité des titres de transport intermodaux Unipass de Rennes Métropole,.

### Desserte
Saint-Jacques-de-la-Lande est desservie par des trains TER Bretagne circulant entre Rennes et Messac-Guipry ou Redon.

### Intermodalité
La gare est desservie à distance par les lignes C6, 13, 219 et 245 du STAR, à l'arrêt Abbé Grimault situé à environ 400 m de la gare, de l'autre côté des voies ferrées et de la route départementale 177.

## Embranchement particulier de l'usine Stellantis de Rennes
En 1961 l'usine Stellantis de Rennes s'installe à proximité de la gare. Un embranchement particulier est posé. Le poste d'aiguillage d'origine est remplacé par un poste définitif, situé à côté du bâtiment voyageurs, le 19 septembre 1962. L'embranchement va ensuite s'étendre au fur et à mesure de l'évolution de l'usine. Électrifié au début des années 1990, avant la ligne, il comprend en 2007 : un faisceau d'échange, un faisceau de tri, un poste de chargement de transconteneurs et site de chargement, des wagons porte voiture, de huit voies. Cette installation représente quinze kilomètres de voies ferrées.